# Open Places
Open Places è un film muto del 1917 diretto da W. S. Van Dyke e prodotto dalla Essanay di Chicago.

## Trama
La maestra Mollie Andrews lascia i territori dell'Est per recarsi a insegnare nel Montana. Lì conosce e si innamora di Dan Clark, un rude uomo del West. Pur se Dan è conosciuto per il suo brutto carattere, Mollie decide comunque di sposarlo. Ma il loro non sarà un matrimonio felice: Dan maltratta la moglie, poi uccide un uomo e fugge, rifugiandosi in Canada.
Mollie lascia il paese e si trasferisce in un'altra città, cominciando una nuova vita. Conosce Calhoun con cui intreccia una relazione, rimanendo però sempre fedele al vincolo matrimoniale che la lega a Dan. Quest'ultimo ritorna e allora Mollie fa promettere a Calhoun di non cedere alle provocazioni di suo marito. Potrà difendersi solo se verrà attaccato. Calhoun, come promesso, si rifiuta di combattere ma, quando Dan lo aggredisce, risponde e i due uomini cominciano una lotta feroce che finisce con la morte di Dan. Ora Mollie è libera di avere un futuro con l'uomo che ama.

## Produzione
Il film fu prodotto dalla Essanay Film Manufacturing Company.

## Distribuzione
Distribuito dalla K-E-S-E Service, il film uscì nelle sale cinematografiche USA il 20 agosto 1917. Nel 1919, ne venne curata una riedizione che fu distribuita dalla Victor Kremer Film Features.